# Anelaphus misellus
Anelaphus misellus es una especie de escarabajo longicornio del género Anelaphus, categorizada en la tribu Elaphidiini, de la subfamilia Cerambycinae. Fue descrita por Bates en 1885.

## Descripción
Mide 11-11,75 mm de longitud.

## Distribución
Se distribuye por Costa Rica, Guatemala, Honduras, Nicaragua y Panamá.